# Marywil
Marywil (din Franceză Ville de Marie) a fost un larg centru comercial și un palat în Varșovia, ocupând aproximativ locul unde se află acum Teatrul Mare.

## Istorie

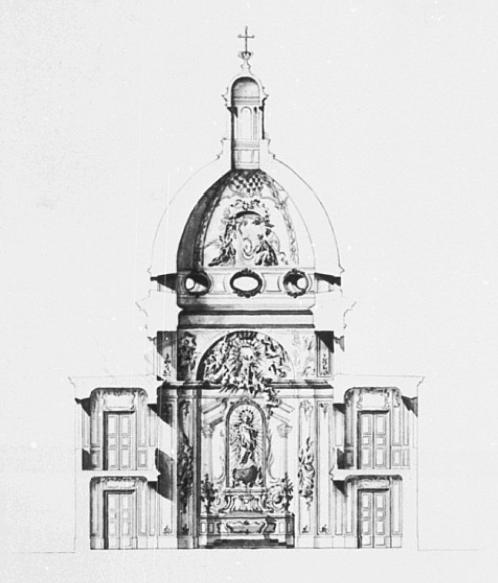
Capela Maicii Victoria în jurul anului 1730.

Marywil a fost construit între 1692 și 1697 de către Maria Kazimiera, Regina Poloniei, pentru a comemora victoria obținută de soțul ei, Regele Ioan al III-lea Sobieski asupra turcilor în Bătălia de la Viena. O clădirea mare, pentagonală, în stil baroc a fost proiectată de către Tylman Gamerski și modelată după Place des Vosges și Place Dauphine din Paris. Clădirea, care se aseamănă foarte mult cu piețele orășenești în barocul spaniol, are magazine și case de negustori, în timp ce strada centrală a fost folosită ca o piață. Aici negustorii stăini au închiriat mici apartamente cu depozite, care au concurat cu comercianții locali. Marginea de nord a complexului a găzduit o capela a Maicii Victorii. Clădirea, de asemenea, a servit ca reședință regală.
În 1738 complexul a fost cumpărat de către familia Załuski și acolo Józef Jędrzej Załuski ș-a început construcția celebrii Librării Załuski. În jurul anului 1744 clădirea a fost transformată în mănăstire de către Antonina Zamoyska. În 1807 în fosta piață au fost construite patru case mari. Între 1817 și 1821 Chrystian Piotr Aigner a reconstruit aripa de est în conformitate cu stilurile contemporane și a adăugat un turn mare cu ceas care avea șapte etaje. În același timp, în 1819 mănăstirea a fost mutată din complex și el a fost transformat într-un cartier de locuit. Cu toate acestea, curând după aceasta, în 1825-1833 întreg complexul a fost demolat pentru a se face loc noului Teatru Mare ce urma să fie construit acolo.